# Techne grammatike
La Techne grammatike (in greco antico: Τέχνη γραμματική?) o Arte grammatica, tradizionalmente attribuita a Dionisio Trace, è la più antica opera greca pervenutaci di contenuto grammaticale.

## Attribuzione
Sin dall'antichità molti studiosi hanno dubitato della sua attribuzione a Dionisio, che ha però trovato anche autorevoli sostenitori. D'altra parte, l'autenticità dell'opera è stata contestata in particolare da Vincenzo di Benedetto nel 1958.

## Struttura
Dopo un'introduzione dedicata alla definizione della grammatica, alla lettura, agli accenti, all'interpunzione e a digressioni probabilmente frutto di interpolazioni, l'opera contiene un'esposizione tecnica della grammatica, nella quale si esaminano le lettere dell'alfabeto (divise in vocali, dittonghi e consonanti), le sillabe e le seguenti otto parti del discorso:
- sostantivo (con i suoi tre generi e cinque casi; l'appellativo è considerato una specie del nome e non una distinta parte del discorso);
- verbo, con i suoi tempi;
- participio, che condivide aspetti sia con il sostantivo che con il verbo;
- articolo e pronome relativo, considerati un'unica parte del discorso;
- pronome;
- preposizione;
- avverbio;
- congiunzione.

Il breve trattato è basato sulle teorie grammaticali stoiche (che ci sono note attraverso testimonianze) ed è una sorta di summa delle teorie grammaticali alessandrine, come Dionisio evidenzia nell'incipit del trattato:
(I, 1. trad. A. D'Andria)
Questo cursus studiorum esposto nei primi capitoli dionisiani, attraverso gli autori latini e medievali, si è perpetuato fino all'epoca moderna.
Inoltre, l'operetta ricevette da subito una accurata ed estesa esegesi: possediamo diverse tipologie di scolii, infatti, dai Prolegomeni Vossiani al commentario detto "di Melampo o Diomede"; dal commentario di un Eliodoro agli scolii dei manoscritti Vaticani, marciani e della British Library. Il tutto, come detto, a testimonianza dell'influsso di questa epitome del pensiero grammaticale alessandrino.